# Jamal Musiala
Jamal Musiala (Stoccarda, 26 febbraio 2003) è un calciatore tedesco con cittadinanza inglese, centrocampista del Bayern Monaco e della nazionale tedesca.

## Biografia
Nato in Germania da padre nigeriano e madre tedesca, è cresciuto in Inghilterra dall'età di sette anni.

## Caratteristiche tecniche
Considerato tra i calciatori più promettenti della sua generazione, è un trequartista molto rapido, dotato di estro ed eleganza, abile in fase di finalizzazione e nel fornire assist ai compagni. Dispone di una buona intelligenza tattica e una visione di gioco adattabile anche da seconda punta o esterno offensivo.
Nel 2020 è stato inserito dal quotidiano inglese The Guardian nella lista dei migliori sessanta calciatori nati nel 2003. Nell'ottobre del 2023 è stato incluso nella lista dei 25 finalisti del premio European Golden Boy, assegnato dal quotidiano Tuttosport al miglior giocatore Under-21 militante in un campionato europeo.

## Carriera

### Club

#### Bayern Monaco
Nato a Stoccarda, si trasferisce nel 2010 in Inghilterra, dove entra a far parte del settore giovanile del Southampton. All'età di 8 anni viene acquistato dal Chelsea. Nel luglio 2019 ha fatto ritorno in patria, venendo acquistato dal Bayern Monaco.
Impiegato inizialmente con la seconda squadra in 3. Liga, ha debuttato fra i professionisti il 3 giugno 2020 disputando l'incontro di campionato vinto 3-2 contro il Preußen Münster e sei giorni dopo ha trovato i suoi primi gol segnando una doppietta che ha consentito alla sua squadra di battere lo Zwickau.
Il 20 giugno 2020 ha debuttato con la prima squadra giocando gli ultimi minuti dell'incontro di Bundesliga vinto 3-1 contro il Friburgo, diventando allora il più giovane giocatore del club bavarese ad esordire nel massimo campionato tedesco all'età di 17 anni e 115 giorni. Il 18 settembre 2020, alla prima giornata della nuova stagione, ha segnato la sua prima rete in occasione dell'8-0 contro lo Schalke 04, battendo anche in questo caso il record di precocità del Bayern Monaco, precedentemente detenuto da Roque Santa Cruz.
Il 23 febbraio 2021 realizza la sua prima rete in Champions League nella partita contro la Lazio, valida per l'andata degli ottavi di finale dell'edizione 2020-2021. Il 6 marzo seguente rinnova il proprio contratto con il club fino al 2026.

### Nazionale
Dopo aver fatto la trafila delle selezioni giovanili inglesi, dalla nazionale Under-15 a quella Under-21 (a parte una breve parentesi con la nazionale Under-16 tedesca nel 2018), il 24 febbraio 2021 ha reso nota la decisione di rappresentare la Germania. Il 25 marzo 2021 esordisce con la nazionale maggiore tedesca in occasione del successo per 3-0 contro l'Islanda, diventando a 18 anni e 27 giorni il più giovane debuttante della selezione tedesca dai tempi di Uwe Seeler (che nel 1954 debuttò a 17 anni e 345 giorni).
Il CT Joachim Löw ha inserito Musiala nella rosa della nazionale che partecipa agli Europei 2020. Esordisce nel campionato europeo nel corso della terza giornata della fase a gironi contro l'Ungheria, subentrando all'82º minuto a Robin Gosens e prendendo parte all'azione del definitivo 2-2 firmato da Leon Goretzka, rete che consente alla Mannschaft di accedere agli ottavi di finale. All'età di 18 anni e 117 giorni, Musiala è diventato così il giocatore più giovane ad aver mai giocato con la nazionale tedesca in un Europeo o in un Mondiale.
L'11 ottobre 2021 segna il suo primo gol in nazionale nel successo per 4-0 contro la Macedonia del Nord, match giocato a Skopje e valevole per l'ottava giornata dei gironi di qualificazione ai Mondiali di Qatar 2022, diventando, a 18 anni e 227 giorni, il più giovane marcatore nella storia della nazionale dai tempi di Marius Hiller (che nel 1910 segnò la sua prima rete a 17 anni e 241 giorni).

## Statistiche

### Presenze e reti nei club
Statistiche aggiornate al 25 giugno 2025.
| Stagione             | Squadra              | Campionato           | Campionato | Campionato | Coppe nazionali | Coppe nazionali | Coppe nazionali | Coppe continentali | Coppe continentali | Coppe continentali | Altre coppe | Altre coppe | Altre coppe | Totale | Totale | Totale |
| Stagione             | Squadra              | Comp                 | Pres       | Reti       | Comp            | Pres            | Reti            | Comp               | Pres               | Reti               | Comp        | Pres        | Reti        | Pres   | Reti   |        |
| -------------------- | -------------------- | -------------------- | ---------- | ---------- | --------------- | --------------- | --------------- | ------------------ | ------------------ | ------------------ | ----------- | ----------- | ----------- | ------ | ------ | ------ |
| 2019-2020            | Bayern Monaco        | BL                   | 1          | 0          | CG              | 0               | 0               | UCL                | 0                  | 0                  | -           | -           | -           | 1      | 0      |        |
| 2020-2021            | Bayern Monaco        | BL                   | 26         | 6          | CG              | 2               | 0               | UCL                | 6                  | 1                  | SG+SU+Cmc   | 1+0+2       | 0           | 37     | 7      |        |
| 2021-2022            | Bayern Monaco        | BL                   | 30         | 5          | CG              | 1               | 2               | UCL                | 8                  | 1                  | SG          | 1           | 0           | 40     | 8      |        |
| 2022-2023            | Bayern Monaco        | BL                   | 33         | 12         | CG              | 4               | 3               | UCL                | 9                  | 0                  | SG          | 1           | 1           | 47     | 16     |        |
| 2023-2024            | Bayern Monaco        | BL                   | 24         | 10         | CG              | 2               | 0               | UCL                | 11                 | 2                  | SG          | 1           | 0           | 38     | 12     |        |
| 2024-2025            | Bayern Monaco        | BL                   | 25         | 12         | CG              | 3               | 3               | UCL                | 12                 | 3                  | Cmc         | 4           | 3           | 44     | 21     |        |
| Totale Bayern Monaco | Totale Bayern Monaco | Totale Bayern Monaco | 139        | 45         |                 | 12              | 8               |                    | 46                 | 7                  |             | 10          | 4           | 207    | 64     |        |

### Cronologia presenze e reti in nazionale
| Cronologia completa delle presenze e delle reti in nazionale ― Germania | Cronologia completa delle presenze e delle reti in nazionale ― Germania | Cronologia completa delle presenze e delle reti in nazionale ― Germania | Cronologia completa delle presenze e delle reti in nazionale ― Germania | Cronologia completa delle presenze e delle reti in nazionale ― Germania | Cronologia completa delle presenze e delle reti in nazionale ― Germania | Cronologia completa delle presenze e delle reti in nazionale ― Germania | Cronologia completa delle presenze e delle reti in nazionale ― Germania |
| Data                                                                    | Città                                                                   | In casa                                                                 | Risultato                                                               | Ospiti                                                                  | Competizione                                                            | Reti                                                                    | Note                                                                    |
| ----------------------------------------------------------------------- | ----------------------------------------------------------------------- | ----------------------------------------------------------------------- | ----------------------------------------------------------------------- | ----------------------------------------------------------------------- | ----------------------------------------------------------------------- | ----------------------------------------------------------------------- | ----------------------------------------------------------------------- |
| 25-3-2021                                                               | Duisburg                                                                | Germania                                                                | 3 – 0                                                                   | Islanda                                                                 | Qual. Mondiali 2022                                                     | -                                                                       | 78’                                                                     |
| 31-3-2021                                                               | Duisburg                                                                | Germania                                                                | 1 – 2                                                                   | Macedonia del Nord                                                      | Qual. Mondiali 2022                                                     | -                                                                       | 88’ 89’                                                                 |
| 7-6-2021                                                                | Düsseldorf                                                              | Germania                                                                | 7 – 1                                                                   | Lettonia                                                                | Amichevole                                                              | -                                                                       | 76’                                                                     |
| 23-6-2021                                                               | Monaco di Baviera                                                       | Germania                                                                | 2 – 2                                                                   | Ungheria                                                                | Euro 2020 - 1º turno                                                    | -                                                                       | 82’                                                                     |
| 29-6-2021                                                               | Londra                                                                  | Inghilterra                                                             | 2 – 0                                                                   | Germania                                                                | Euro 2020 - Ottavi di finale                                            | -                                                                       | 90+2’                                                                   |
| 2-9-2021                                                                | San Gallo                                                               | Liechtenstein                                                           | 0 – 2                                                                   | Germania                                                                | Qual. Mondiali 2022                                                     | -                                                                       | 60’                                                                     |
| 5-9-2021                                                                | Stoccarda                                                               | Germania                                                                | 6 – 0                                                                   | Armenia                                                                 | Qual. Mondiali 2022                                                     | -                                                                       | 60’                                                                     |
| 8-9-2021                                                                | Reykjavík                                                               | Islanda                                                                 | 0 – 4                                                                   | Germania                                                                | Qual. Mondiali 2022                                                     | -                                                                       | 60’                                                                     |
| 11-10-2021                                                              | Skopje                                                                  | Macedonia del Nord                                                      | 0 – 4                                                                   | Germania                                                                | Qual. Mondiali 2022                                                     | 1                                                                       | 74’                                                                     |
| 26-3-2022                                                               | Sinsheim                                                                | Germania                                                                | 2 – 0                                                                   | Israele                                                                 | Amichevole                                                              | -                                                                       |                                                                         |
| 29-3-2022                                                               | Amsterdam                                                               | Paesi Bassi                                                             | 1 – 1                                                                   | Germania                                                                | Amichevole                                                              | -                                                                       | 69’                                                                     |
| 4-6-2022                                                                | Bologna                                                                 | Italia                                                                  | 1 – 1                                                                   | Germania                                                                | UEFA Nations League 2022-2023 - 1º turno                                | -                                                                       | 59’                                                                     |
| 7-6-2022                                                                | Monaco di Baviera                                                       | Germania                                                                | 1 – 1                                                                   | Inghilterra                                                             | UEFA Nations League 2022-2023 - 1º turno                                | -                                                                       | 65’                                                                     |
| 11-6-2022                                                               | Budapest                                                                | Ungheria                                                                | 1 – 1                                                                   | Germania                                                                | UEFA Nations League 2022-2023 - 1º turno                                | -                                                                       | 78’                                                                     |
| 14-6-2022                                                               | Mönchengladbach                                                         | Germania                                                                | 5 – 2                                                                   | Italia                                                                  | UEFA Nations League 2022-2023 - 1º turno                                | -                                                                       | 75’                                                                     |
| 23-9-2022                                                               | Lipsia                                                                  | Germania                                                                | 0 – 1                                                                   | Ungheria                                                                | UEFA Nations League 2022-2023 - 1º turno                                | -                                                                       | 69’                                                                     |
| 26-9-2022                                                               | Londra                                                                  | Inghilterra                                                             | 3 – 3                                                                   | Germania                                                                | UEFA Nations League 2022-2023 - 1º turno                                | -                                                                       | 79’                                                                     |
| 23-11-2022                                                              | Al Rayyan                                                               | Germania                                                                | 1 – 2                                                                   | Giappone                                                                | Mondiali 2022 - 1º turno                                                | -                                                                       | 79’                                                                     |
| 27-11-2022                                                              | Al Khor                                                                 | Spagna                                                                  | 1 – 1                                                                   | Germania                                                                | Mondiali 2022 - 1º turno                                                | -                                                                       |                                                                         |
| 1-12-2022                                                               | Al Khor                                                                 | Costa Rica                                                              | 2 – 4                                                                   | Germania                                                                | Mondiali 2022 - 1º turno                                                | -                                                                       |                                                                         |
| 12-6-2023                                                               | Brema                                                                   | Germania                                                                | 3 – 3                                                                   | Ucraina                                                                 | Amichevole                                                              | -                                                                       | 62’                                                                     |
| 16-6-2023                                                               | Varsavia                                                                | Polonia                                                                 | 1 – 0                                                                   | Germania                                                                | Amichevole                                                              | -                                                                       | 68’                                                                     |
| 20-6-2023                                                               | Gelsenkirchen                                                           | Germania                                                                | 0 – 2                                                                   | Colombia                                                                | Amichevole                                                              | -                                                                       |                                                                         |
| 14-10-2023                                                              | East Hartford                                                           | Stati Uniti                                                             | 1 – 3                                                                   | Germania                                                                | Amichevole                                                              | 1                                                                       | 80’                                                                     |
| 17-10-2023                                                              | Filadelfia                                                              | Messico                                                                 | 2 – 2                                                                   | Germania                                                                | Amichevole                                                              | -                                                                       | 87’                                                                     |
| 23-3-2024                                                               | Lione                                                                   | Francia                                                                 | 0 – 2                                                                   | Germania                                                                | Amichevole                                                              | -                                                                       | 80’                                                                     |
| 26-3-2024                                                               | Francoforte sul Meno                                                    | Germania                                                                | 2 – 1                                                                   | Paesi Bassi                                                             | Amichevole                                                              | -                                                                       |                                                                         |
| 3-6-2024                                                                | Norimberga                                                              | Germania                                                                | 0 – 0                                                                   | Ucraina                                                                 | Amichevole                                                              | -                                                                       | 59’                                                                     |
| 7-6-2024                                                                | Mönchengladbach                                                         | Germania                                                                | 2 – 1                                                                   | Grecia                                                                  | Amichevole                                                              | -                                                                       |                                                                         |
| 14-6-2024                                                               | Monaco di Baviera                                                       | Germania                                                                | 5 – 1                                                                   | Scozia                                                                  | Euro 2024 - 1º turno                                                    | 1                                                                       | 74’                                                                     |
| 19-6-2024                                                               | Stoccarda                                                               | Germania                                                                | 2 – 0                                                                   | Ungheria                                                                | Euro 2024 - 1º turno                                                    | 1                                                                       | 72’                                                                     |
| 23-6-2024                                                               | Francoforte sul Meno                                                    | Svizzera                                                                | 1 – 1                                                                   | Germania                                                                | Euro 2024 - 1º turno                                                    | -                                                                       | 76’                                                                     |
| 29-6-2024                                                               | Dortmund                                                                | Germania                                                                | 2 – 0                                                                   | Danimarca                                                               | Euro 2024 - Ottavi di finale                                            | 1                                                                       | 81’                                                                     |
| 5-7-2024                                                                | Stoccarda                                                               | Spagna                                                                  | 2 – 1 dts                                                               | Germania                                                                | Euro 2024 - Quarti di finale                                            | -                                                                       |                                                                         |
| 7-9-2024                                                                | Düsseldorf                                                              | Germania                                                                | 5 – 0                                                                   | Ungheria                                                                | UEFA Nations League 2024-2025 - 1º turno                                | 1                                                                       |                                                                         |
| 10-9-2024                                                               | Amsterdam                                                               | Paesi Bassi                                                             | 2 – 2                                                                   | Germania                                                                | UEFA Nations League 2024-2025 - 1º turno                                | -                                                                       | 89’                                                                     |
| 16-11-2024                                                              | Friburgo in Brisgovia                                                   | Germania                                                                | 7 – 0                                                                   | Bosnia ed Erzegovina                                                    | UEFA Nations League 2024-2025 - 1º turno                                | 1                                                                       | 58’                                                                     |
| 19-11-2024                                                              | Budapest                                                                | Ungheria                                                                | 1 – 1                                                                   | Germania                                                                | UEFA Nations League 2024-2025 - 1º turno                                | -                                                                       | 61’                                                                     |
| 20-3-2025                                                               | Milano                                                                  | Italia                                                                  | 1 – 2                                                                   | Germania                                                                | UEFA Nations League 2024-2025 - Quarti di finale                        | -                                                                       |                                                                         |
| 23-3-2025                                                               | Dortmund                                                                | Germania                                                                | 3 – 3                                                                   | Italia                                                                  | UEFA Nations League 2024-2025 - Quarti di finale                        | 1                                                                       | 77’                                                                     |
| Totale                                                                  |                                                                         | Presenze                                                                | 40                                                                      |                                                                         | Reti                                                                    | 8                                                                       |                                                                         |

| Cronologia completa delle presenze e delle reti in nazionale ― Inghilterra under 21 | Cronologia completa delle presenze e delle reti in nazionale ― Inghilterra under 21 | Cronologia completa delle presenze e delle reti in nazionale ― Inghilterra under 21 | Cronologia completa delle presenze e delle reti in nazionale ― Inghilterra under 21 | Cronologia completa delle presenze e delle reti in nazionale ― Inghilterra under 21 | Cronologia completa delle presenze e delle reti in nazionale ― Inghilterra under 21 | Cronologia completa delle presenze e delle reti in nazionale ― Inghilterra under 21 | Cronologia completa delle presenze e delle reti in nazionale ― Inghilterra under 21 |
| Data                                                                                | Città                                                                               | In casa                                                                             | Risultato                                                                           | Ospiti                                                                              | Competizione                                                                        | Reti                                                                                | Note                                                                                |
| ----------------------------------------------------------------------------------- | ----------------------------------------------------------------------------------- | ----------------------------------------------------------------------------------- | ----------------------------------------------------------------------------------- | ----------------------------------------------------------------------------------- | ----------------------------------------------------------------------------------- | ----------------------------------------------------------------------------------- | ----------------------------------------------------------------------------------- |
| 13-11-2020                                                                          | Wolverhampton                                                                       | Inghilterra under 21                                                                | 3 – 1                                                                               | Andorra under 21                                                                    | Qual. Europeo Under-21 2021                                                         | -                                                                                   | 72’                                                                                 |
| 17-11-2020                                                                          | Wolverhampton                                                                       | Inghilterra under 21                                                                | 5 – 0                                                                               | Albania under 21                                                                    | Qual. Europeo Under-21 2021                                                         | 1                                                                                   | 61’                                                                                 |
| Totale                                                                              |                                                                                     | Presenze                                                                            | 2                                                                                   |                                                                                     | Reti                                                                                | 1                                                                                   |                                                                                     |

## Palmarès

### Club

#### Competizioni nazionali
- 3. Liga: 1

Bayern Monaco II: 2019-2020
- Campionato tedesco: 5

Bayern Monaco: 2019-2020, 2020-2021, 2021-2022, 2022-2023, 2024-2025
- Coppa di Germania: 1

Bayern Monaco: 2019-2020
- Supercoppa di Germania: 4

Bayern Monaco: 2020, 2021, 2022, 2025

#### Competizioni internazionali
- UEFA Champions League: 1

Bayern Monaco: 2019-2020
- Supercoppa UEFA: 1

Bayern Monaco: 2020
- Coppa del mondo per club: 1

Bayern Monaco: 2020

### Individuale
- Capocannoniere dell'Europeo: 1

2024 (3 gol)
- XI All Star Team del campionato d'Europa: 1

Germania 2024